# Vojtěch Hořínek
Vojtěch Hořínek (11. února 1906 Olomouc-Řepčín – 3. dubna 1998 Šternberk) byl český sochař, medailér a restaurátor. Byl pokračovatelem sochařského a kamenického rodu Hořínků. Jeho otcem byl Karel Hořínek (1868–1935), jeho synem je Karel Hořínek (1936–2021) a jeho vnukem je Tomáš Hořínek (* 1961).

## Život
Vojtěch Hořínek se v letech 1922–1925 vyučil u svého otce kamenosochařem. Do roku 1925 pracoval v dílně u svého otce.  V letech 1925–1928 studoval na Uměleckoprůmyslové škole v Praze u profesorů Josefa Mařatky a Karla Štipla, poté v letech 1928–1930 na Akademii výtvarných umění v Praze u profesora Bohumila Kafky. V období 1930–1931 studoval na Vereinigte Staatsschulen für freie und angewandte Kunst v Berlíně (profesoři Gerstl a Klimsch)
Zemřel ve věku 92 let; je pochován na Ústředním hřbitově v Olomouci.

## Dílo
- 1937 – socha padajícího Ikara (pomník zahynulých letců leteckého pluku 2) na letišti v Olomouci-Neředíně, zničena za 2. světové války[6]
- pamětní deska Olomoucká smlouva na Horním náměstí č. p. 433 v Olomouci, s nucenými úpravami v roce 1973 dle námitek historické obce[7]
- 1947–1948, 1962–1963 – restaurátorské práce na sloupu Nejsvětější Trojice v Olomouci[8]
- Pomník Lenina a Stalina (Olomouc)
- 1966 – busta Marie Kudeříkové v Olomouci, Kateřinská ulice č. 17[9][10]
- 1967 – pamětní deska původně umístěná na rodném domě Boženy Mrštíkové v Dolní Hejčínské 23 v Olomouci, dnes na Mrštíkově náměstí č. 8.[11]

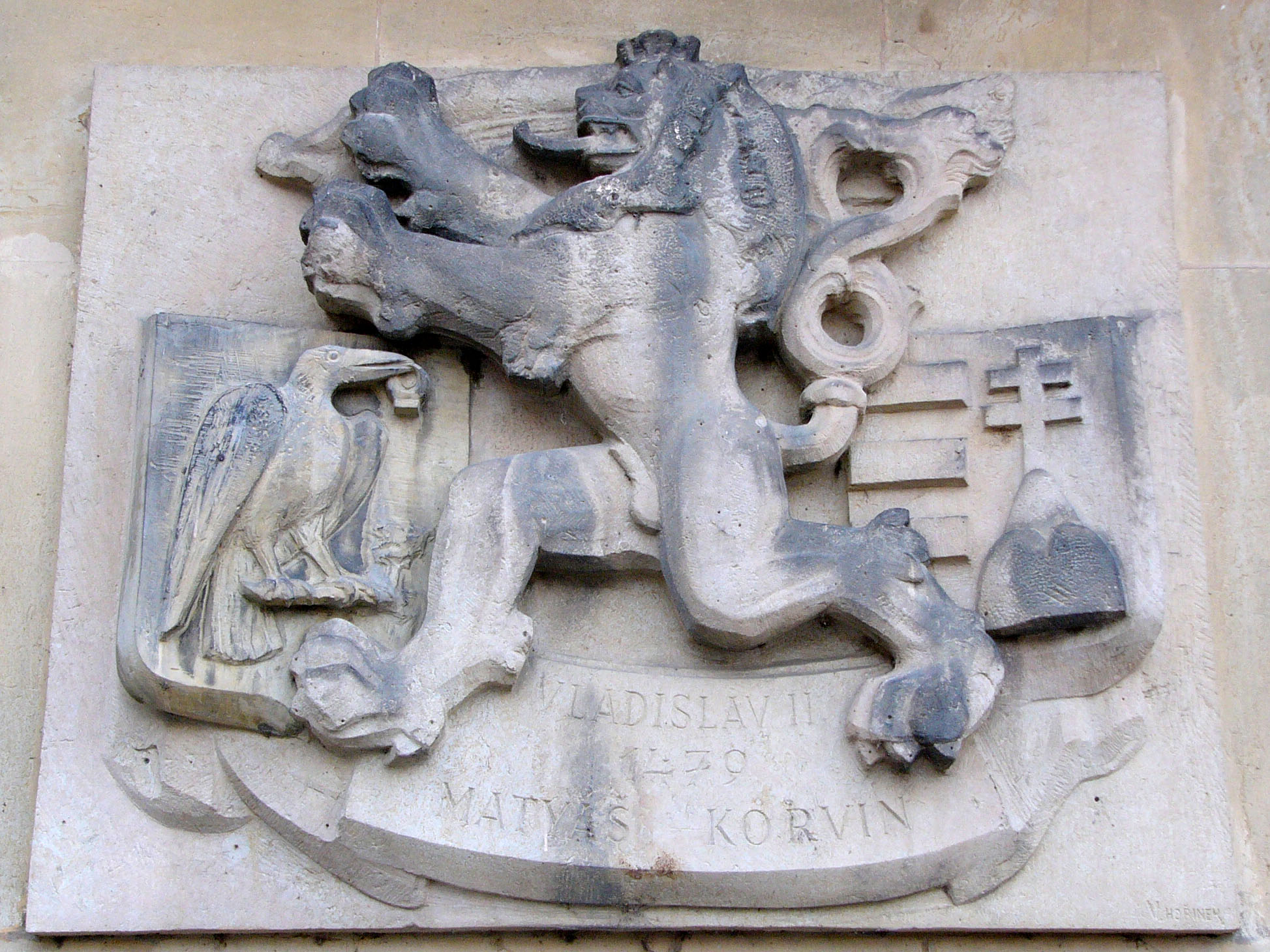
pamětní deska Olomoucká smlouva
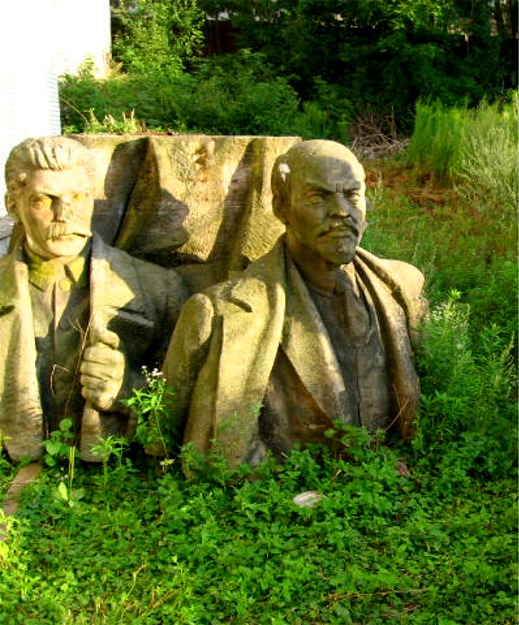
Rudolf Doležal, Vojtěch Hořínek: Pomník Stalina a Lenina (fragment)
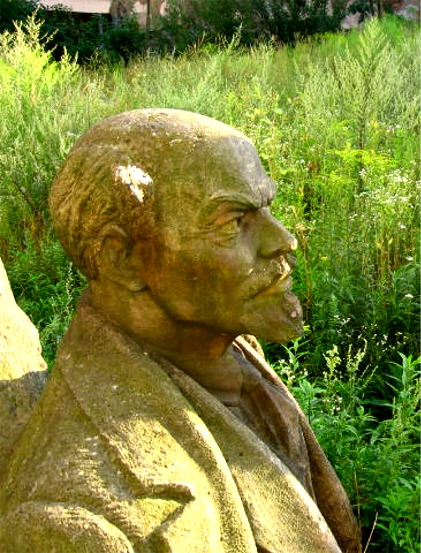
Rudolf Doležal, Vojtěch Hořínek: Pomník Stalina a Lenina (fragment)
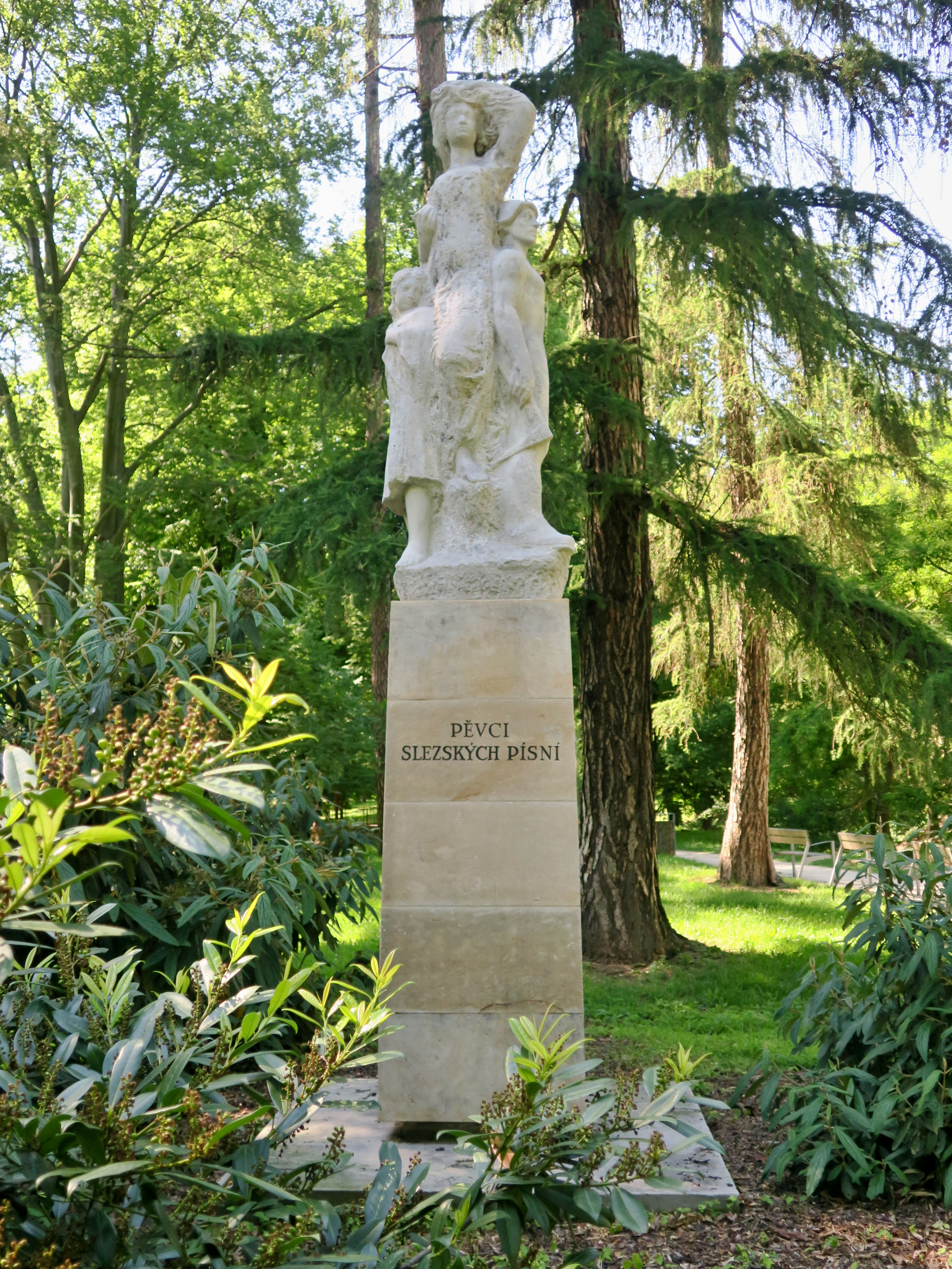
Rudolf Doležal, Vojtěch Hořínek, Karel Lenhart: Pomník pěvci slezských písní v Bezručových sadech (1947)
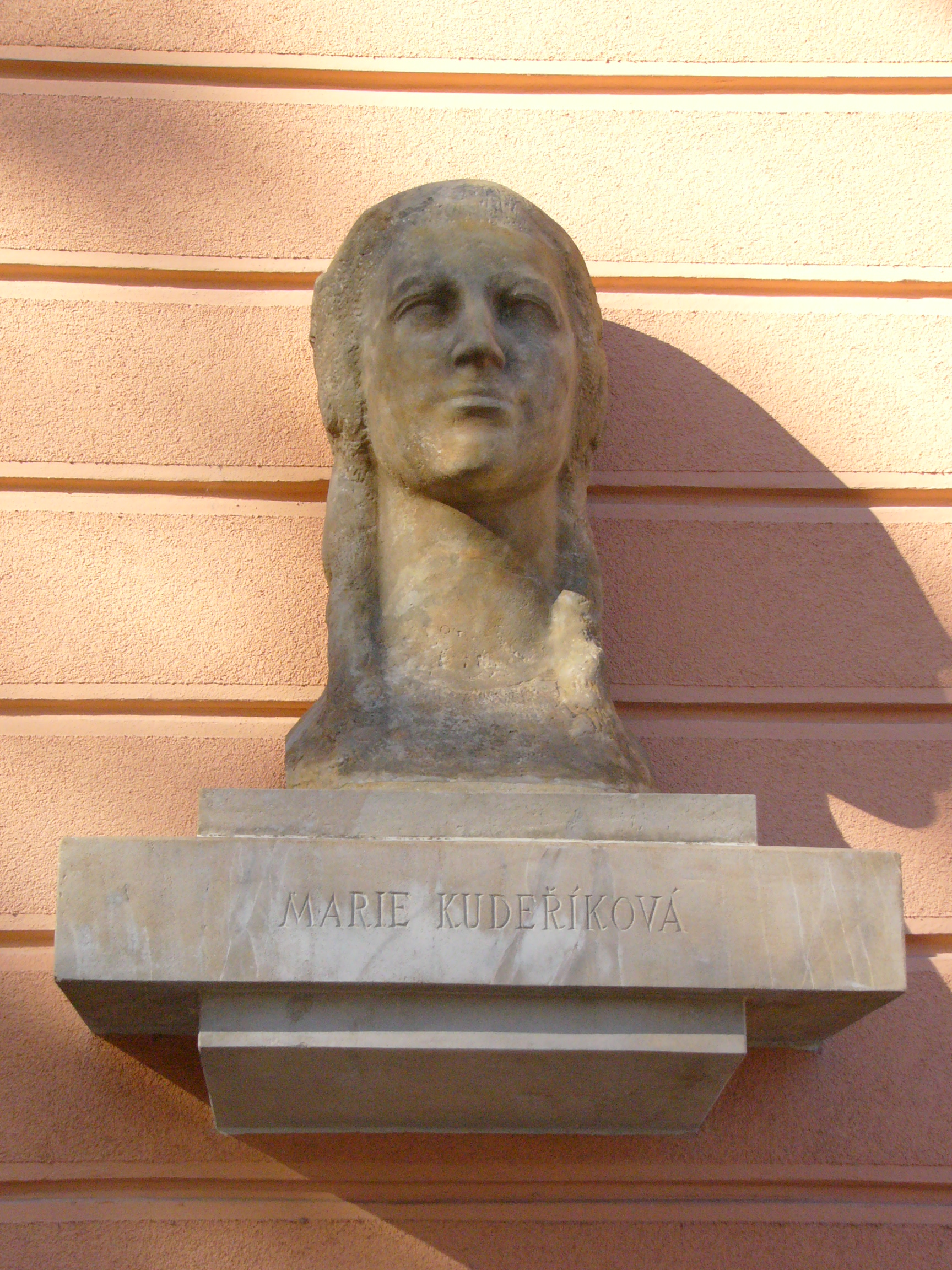
Vojtěch Hořínek: busta Marie Kudeříkové
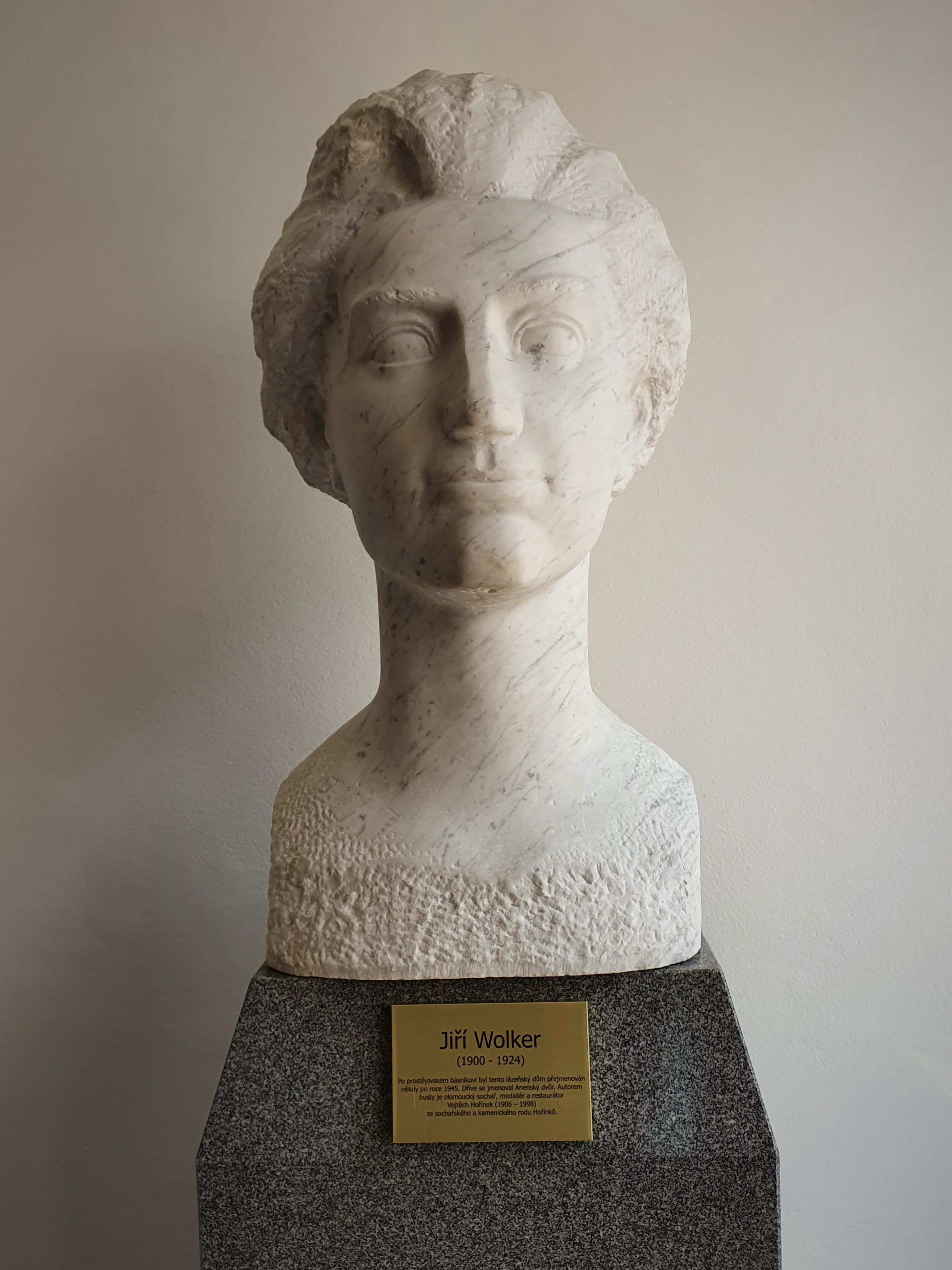
Vojtěch Hořínek: busta Jiřího Wolkera

## Sochařská dynastie
| Sochařská dynastie rodu „Hořínků“ I   | Sochařská dynastie rodu „Hořínků“ I | Sochařská dynastie rodu „Hořínků“ I |
| ------------------------------------- | ----------------------------------- | ----------------------------------- |
| Předchůdce: Karel Hořínek (1868–1935) | Vojtěch Hořínek (1906–1998)         | Nástupce: Karel Hořínek (* 1936)    |

| Sochařská dynastie rodu „Hořínků“ II    | Sochařská dynastie rodu „Hořínků“ II | Sochařská dynastie rodu „Hořínků“ II |
| --------------------------------------- | ------------------------------------ | ------------------------------------ |
| Předchůdce: Vojtěch Hořínek (1906–1998) | Karel Hořínek (* 1936)               | Nástupce: Tomáš Hořínek (* 1961)     |